# Danske Kvinders Fredskæde
Danske Kvinders Fredskæde er det oprindelige navn på den danske afdeling af Kvindefredsligaen. Det blev grundlagt i 1915 efter den internationale kvindekongress i Haag (en). Organisationen havde til formål at udvikle nationale sektioner af kvinder, der opfordrede til mere aktiv støtte til fred, når første verdenskrig var forbi. Deltagere i kongressen og tidlige ledere af den danske sektion inkluderede Clara Tybjerg (en) (forperson fra 1916-1920) og Thora Daugaard (forperson fra 1921-1941).
Andre tidlige medlemmer af organisationen omfattede Benny Cederfeld de Simonsen (en) (1865-1952), Henni Forchhammer (1863-1955), Eline Hansen (1859-1919), Eva Moltesen (en) (1871-1934), Louise Wright (en) (1861-1935) og Else Zeuthen (1897–1975). De var alle fra middelklassen, men havde alligevel forskellig baggrund. En var skolelærer, en anden var aktiv i politik, en var filantrop og to af dem var forfattere. Det lykkedes dem at opbygge medlemskab ikke kun fra deres venner og kolleger, men også fra arbejderbevægelsens rækker, herunder fagforeningskvinden Henriette Crone (1874-1933).
Organisationen blev i 1925 omdøbt til Kvindernes Internationale Liga for Fred og Frihed (KILFF) på linje med moderorganisationen. I 1919 var der 12.000 medlemmer. Organisationens tidsskrift udkom fra 1924 med titlen Fred og Frihed (Fred og Frihed) i 1926. Thora Daugaard ledede organisationen fra 1920 til 1941.
I forbindelse med verdensnedrustningskonferencen (en) i 1932 indsamlede medlemmer af KILFF 437.457 underskrifter, der opfordrede til nedrustning. I slutningen af 1930'erne deltog ligaen også i den internationale kampagne for at redde jødiske børn fra Nazityskland. I 1947 blev KILFF medlem af Dansk Fredsråd, et kapitel af Verdensfredsrådet.
KILFF arbejder fortsat med andre organisationer, der har til hensigt at skabe fred og nedrustning. I 1990'erne var det en aktiv tilhænger af kvindeprojekter i krigshærgede lande, især Balkan. I dag lægger dets arbejde vægt på handel med kvinder og på at tage fat på FN's Sikkerhedsråds resolution om kvinder, fred og sikkerhed (en).

## Eksterne links
- Kvindernes Internationale Liga for Fred og Frihed — Dansk organisations hjemmeside